# 反资本主义左翼 (瑞士)
反资本主义左翼（法語：Gauche anticapitaliste），又称争取社会主义反资本主义左翼（德語：Antikapitalistiche Linke für Sozialismus），是瑞士的一个已不存在的托洛茨基主义组织。该组织成立于2008年。该组织奉行反资本主义政治路线。该组织的政治立场是极左翼。该组织活跃于瑞士的一些州。该组织出版法语刊物《反资本主义者》和德语刊物《突破口》。该组织曾是第四国际的常驻观察员。